# Cryptochironomus kikuyui
Cryptochironomus kikuyui är en tvåvingeart som först beskrevs av Jean-Jacques Kieffer 1913.  Cryptochironomus kikuyui ingår i släktet Cryptochironomus och familjen fjädermyggor.
Artens utbredningsområde är Kenya. Inga underarter finns listade i Catalogue of Life.